# 16265 Lemay
16265 Lemay este un asteroid din centura principală de asteroizi.

## Descriere
16265 Lemay este un asteroid din centura principală de asteroizi. A fost descoperit pe 7 mai 2000 la Socorro, New Mexico, în cadrul proiectului LINEAR. Asteroidul prezintă o orbită caracterizată de o semiaxă mare de 3,12 ua, o excentricitate de 0,18 și o înclinație de 1,1° în raport cu ecliptica.